# Anthedonella
Anthedonella là một chi bướm đêm thuộc họ Sesiidae.

## Các loài
- Anthedonella flavida  Gorbunov & Arita, 2000
- Anthedonella ignicauda (Hampson, 1919)
- Anthedonella jinghongensis (Yang & Wang, 1989)
- Anthedonella opalizans (Hampson, 1919)
- Anthedonella polyphaga  Gorbunov & Arita, 1999
- Anthedonella subtillima (Bryk, 1947)
- Anthedonella theobroma (Bradley, 1957)